# Segmenti di automobili in Europa
I segmenti di automobili in Europa rappresentano un sistema di classificazione delle automobili determinato raggruppandole prevalentemente per tipo di carrozzeria o per dimensione.
La classificazione per segmenti secondo la Commissione europea segue quelle già presenti in alcuni Paesi europei come l'Italia; è da notare come una definizione esatta non sia mai stata approvata dalla commissione stessa e che quindi i segmenti di mercato non sono mai stati definiti in modo preciso; in ogni modo è ancora usata informalmente una classificazione che risale agli anni '90.

## Tipologie
- Segmento A: mini cars[1] – superutilitarie (auto da città) di piccole dimensioni e carrozzeria due volumi[2] (Smart Fortwo, Fiat 500)[3];
- Segmento B: piccole auto[1] – utilitarie con carrozzeria a due volumi e trazione anteriore[2], con lunghezza di circa 4 m[4] (Peugeot 208, Citroën C3, Lancia Ypsilon)[3];
- Segmento C: auto medie[1] (lower medium)[3] – berline a due e tre volumi di medie dimensioni[2], adatte ad accogliere cinque passeggeri e idonee per affrontare lunghi tragitti[2] (Opel Astra, Fiat Tipo, Alfa Romeo Giulietta, Volkswagen Golf, Audi A3, Toyota Corolla, Ford Focus, Honda Civic)[3];
- Segmento D: auto grandi[1] (medium)[3] – berline di dimensioni medio-grandi[2], di lunghezza superiore ai 4,5 m; auto di rappresentanza spesso con vocazione sportiva[4] (Alfa Romeo Giulia, Audi A4, BMW Serie 3, Lexus IS, Mercedes-Benz Classe C, Volvo S60)[3];
- Segmento E: auto molto grandi[1] (upper medium)[3] – berline di grandi dimensioni con carrozzeria a tre volumi[2], di fascia alta e dal prezzo elevato, sono dotati di abitacoli assai confortevoli e una dotazione completa di accessori[4] (Lexus ES, Mercedes-Benz Classe E, Audi A6, Chrysler 300 C, Alfa Romeo Alfa 6)[3];
- Segmento F: auto di lusso[1] – berline molto lussuose e di grandi dimensioni[2] (Jaguar XJ, Lexus LS, Maserati Quattroporte, Mercedes-Benz Classe S)[3];
- Segmento J: sport utility cars/off road vehicles[1] – includono SUV e fuoristrada[2] (Mitsubishi L200, Nissan Navara, Volkswagen Amarok)[3];
- Segmento M: multi-purpose cars[1] (van)[3] – monovolumi, van, minivan[2] (Mercedes-Benz Viano, Ford Galaxy, Volkswagen Sharan)[3];
- Segmento S: sport coupés[1] – auto sportive[2] (BMW Z4, Porsche 911, Mercedes-Benz Classe SLK, Honda S2000)[3].

I veicoli per trasporto passeggeri derivati direttamente da mezzi commerciali come Volkswagen Transporter, Opel Vivaro ecc. rimangono fuori da questa classificazione.

## Comparazione con altre classificazioni
| Commissione europea           | Nordamericana                     | Britannica               | Euro NCAP          | Euro NCAP     |
| ----------------------------- | --------------------------------- | ------------------------ | ------------------ | ------------- |
| Segmento A o "mini cars"      | Microcar                          | Microcar, Bubble car     | Supermini          | Passenger car |
| Segmento A o "mini cars"      | Subcompact car                    | City car                 | Supermini          | Passenger car |
| Segmento B o "small cars"     | Subcompact car                    | Supermini                | Supermini          | Passenger car |
| Segmento C o "medium cars"    | Compact car                       | Small family car         | Small family car   | Passenger car |
| Segmento D o "large cars"     | Mid-size car                      | Large family car         | Large family car   | Passenger car |
| Segmento D o "large cars"     | Entry-level luxury car            | Compact executive car    | Large family car   | Passenger car |
| Segmento E o "executive cars" | Full-size car                     | Executive car            | Executive car      | Passenger car |
| Segmento E o "executive cars" | Mid-size luxury vehicle           | Executive car            | Executive car      | Passenger car |
| Segmento F o "luxury cars"    | Full-size luxury vehicle          | Luxury car               | -                  | Passenger car |
| -                             | Sports car                        | Sports car               | -                  | Passenger car |
| -                             | Grand tourer                      | Grand tourer             | -                  | Passenger car |
| -                             | Supercar                          | Supercar                 | -                  | Passenger car |
| -                             | Convertible                       | Convertible              | -                  | Passenger car |
| -                             | Roadster                          | Roadster                 | Roadster sports    | Roadster      |
| MPV o "multi purpose cars"    | -                                 | Leisure activity vehicle | Small MPV          | MPV           |
| MPV o "multi purpose cars"    | -                                 | Mini MPV                 | Small MPV          | MPV           |
| MPV o "multi purpose cars"    | Compact minivan                   | Compact MPV, Midi MPV    | Small MPV          | MPV           |
| MPV o "multi purpose cars"    | Minivan                           | Large MPV                | Large MPV          | MPV           |
| MPV o "multi purpose cars"    | Van                               | Van                      | -                  | -             |
| SUV / 4x4 / Pick-up           | Mini SUV                          | Mini 4x4                 | Small Off-Road 4x4 | Off-roader    |
| SUV / 4x4 / Pick-up           | Compact SUV                       | Compact 4x4              | Small Off-Road 4x4 | Off-roader    |
| SUV / 4x4 / Pick-up           | -                                 | Coupé SUV                | -                  | Off-roader    |
| SUV / 4x4 / Pick-up           | Mid-size sport utility vehicle    | Large 4x4                | Large Off-Road 4x4 | Off-roader    |
| SUV / 4x4 / Pick-up           | Full-size sport utility vehicle   | Large 4x4                | Large Off-Road 4x4 | Off-roader    |
| SUV / 4x4 / Pick-up           | Mini pickup truck                 | Pick-up                  | -                  | Pick-up       |
| SUV / 4x4 / Pick-up           | Mid-size pickup truck             | Pick-up                  | -                  | Pick-up       |
| SUV / 4x4 / Pick-up           | Full-size pickup truck            | Pick-up                  | -                  | Pick-up       |
| SUV / 4x4 / Pick-up           | Full-size Heavy Duty pickup truck | Pick-up                  | -                  | Pick-up       |